# Tlumačov (district de Domažlice)
Pour les articles homonymes, voir Tlumačov.
Tlumačov (en allemand : Tilmitschau) est une commune du district de Domažlice, dans la région de Plzeň, en Tchéquie. Sa population s'élevait à 432 habitants en 2017.

## Géographie
Tlumačov se trouve à 5 km au sud du centre de Domažlice, à 50 km au sud-ouest de Plzeň et à 132 km à l'ouest-sud-ouest de Prague.
La commune est limitée par Stráž, Nevolice et Domažlice au nord, par Mrákov à l'est, par Všeruby au sud et par Česká Kubice, Pasečnice et Pelechy à l'ouest.

## Histoire
La première mention écrite de la localité date de 1325.